# Montserrattrupial

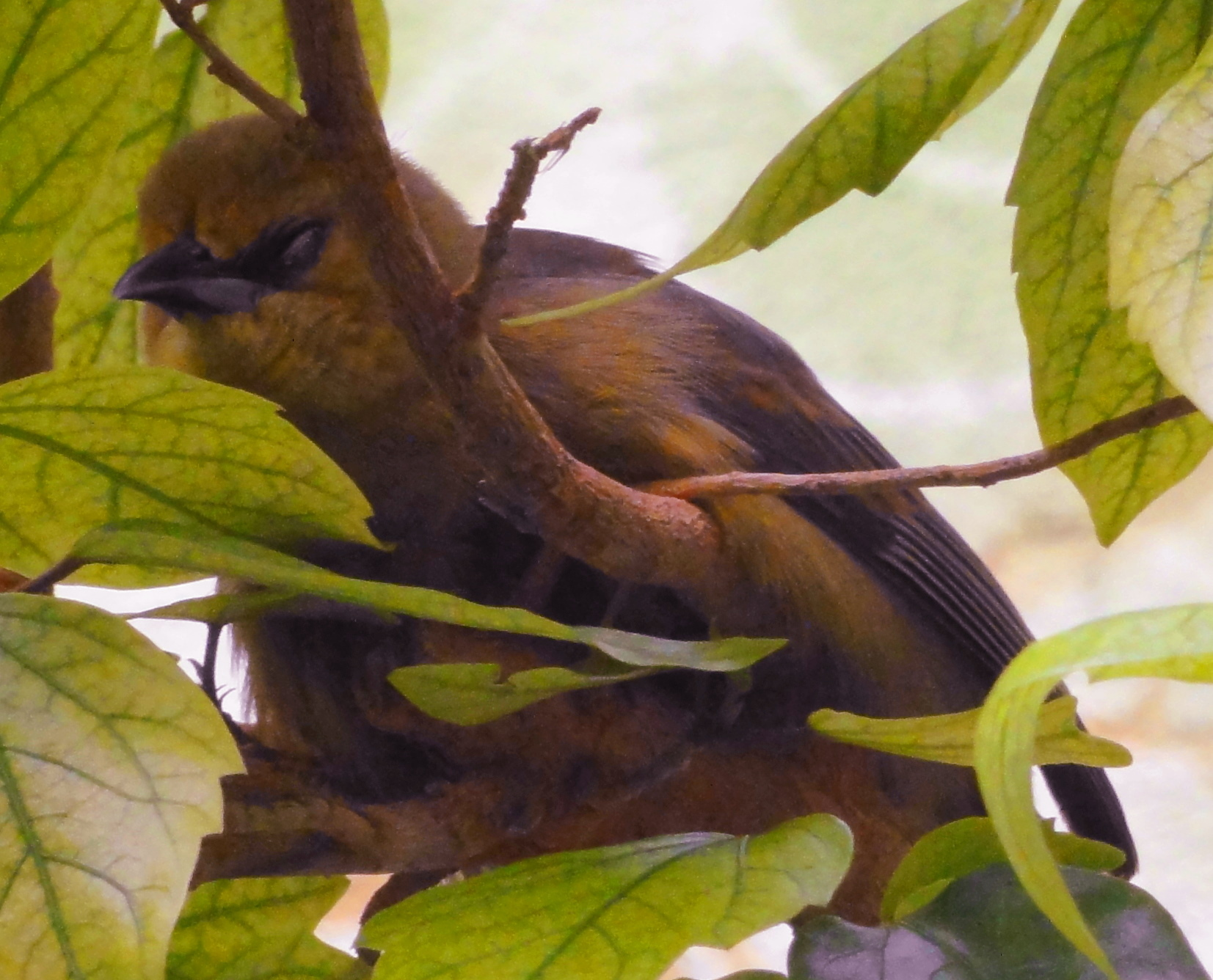
Weibchen im Zoo Frankfurt

Der Montserrattrupial (Icterus oberi) ist eine Vogelart aus der Gattung der Trupiale. Er ist endemisch auf der Karibikinsel Montserrat. Benannt ist er nach dem US-amerikanischen Naturforscher Frederick Albion Ober, der die Art 1880 entdeckte. Der Montserrattrupial ist der Nationalvogel von Montserrat.

## Beschreibung
Der Montserrattrupial erreicht eine Größe von 20 bis 22 Zentimetern. Das erwachsene Männchen ist überwiegend schwarz. Unterrücken, Bürzel, Schulter, Unterbrust, Bauch und Unterschwanz sind gelblich. Das erwachsene Weibchen ist an der Oberseite stumpf gelblichgrün und an der Unterseite gelblich. Die Jungvögel sind stumpfer gefärbt als die Erwachsenen.

## Lebensraum
Der Montserrattrupial bewohnt alle Waldtypen in Höhenlagen zwischen 150 und 900 m. Die höchste Populationsdichte erreicht er allerdings in den feuchten Wäldern der höheren Höhenlagen, die von Helikonien der Art Heliconia caribaea dominiert sind. In sehr trockenen Wäldern fehlt er. Manchmal ist er auch an den Rändern kultivierter Bereiche und von Bananenplantagen anzutreffen.

## Lebensweise
Die Brutsaison des Montserrattrupials erstreckt sich von März bis August. Der genaue Zeitpunkt ist aber vermutlich von der Regenzeit abhängig. Nicht erfolgreiche Paare können bis zu fünf Brutversuche pro Jahr haben. Erfolgreiche Paare kommen auf zwei Jungenaufzuchten im Jahr. Männchen und Weibchen errichten ein körbchenförmiges Nest aus Schlingpflanzen, das gewöhnlich unter die Blätter der Helikonien-Art Heliconia caribaea geheftet wird. Manchmal findet man die Nester auch unter Bananenblättern oder den Blättern von Laubbäumen. Zwei bis drei gefleckte Eier werden vom Weibchen bebrütet. Beide Eltern kümmern sich um die Jungenaufzucht. Die Nahrung besteht hauptsächlich aus Insekten. Gelegentlich bereichern Früchte und Nektar das Nahrungsangebot.

## Status
Bis Anfang der 1990er-Jahre existierte der Montserratrupial in den bewaldeten Regionen der drei vulkanischen Hauptmassive Silver Hills, Centre Hills und Soufrière Hills. Zwischen 1995 und 1997 vernichtete die Aktivität des Soufrière Hills zwei Drittel des Lebensraumes. Zunächst vermutete man, dass nur die Population am Centre Hills überlebt hatte, obwohl auch diese Region vom pyroklastischen Strom verwüstet wurde. Später wurde jedoch am Südhang des Soufrière Hills in einem Waldgebiet von 1 bis 2 km² Größe etwa einen Kilometer vom Gipfel des Vulkans entfernt eine Restpopulation entdeckt. 1997 schätzte BirdLife International den Bestand auf 4000 Individuen. Beobachtungen zwischen den Jahren 1997 und 2001 ergaben einen weiteren Bestandsrückstand um 40 bis 50 % trotz verminderter Vulkanaktivität. Als Gründe werden ein vermindertes Nahrungsangebot, der schlechte Gesundheitszustand der Vögel durch die Ascheregen sowie die Nestplünderung durch Ratten und die Perlaugen-Spottdrossel (Margarops fuscatus) vermutet. 2001 und 2003 verursachten weitere Eruptionen schwere Ascheregen auf weite Bereiche des Centre Hills, wobei viele Nester zerstört wurden und der Bruterfolg vermindert wurde. Heute wird der Bestand auf zwischen 100 und 400 Paare geschätzt.
1999 startete der Durrell Wildlife Conservation Trust eine Rettungsaktion für den Montserrattrupial. Acht Exemplare wurden eingefangen und in den Durrell Wildlife Park gebracht, wo sie erfolgreich brüten.